# Giorgio Contini
Giorgio Contini (Winterthur, 4 gennaio 1974) è un allenatore di calcio ed ex calciatore svizzero, di ruolo attaccante, tecnico dello Young Boys.

## Statistiche

### Calciatore

#### Cronologia presenze e reti in nazionale
| Cronologia completa delle presenze e delle reti in nazionale ― Svizzera | Cronologia completa delle presenze e delle reti in nazionale ― Svizzera | Cronologia completa delle presenze e delle reti in nazionale ― Svizzera | Cronologia completa delle presenze e delle reti in nazionale ― Svizzera | Cronologia completa delle presenze e delle reti in nazionale ― Svizzera | Cronologia completa delle presenze e delle reti in nazionale ― Svizzera | Cronologia completa delle presenze e delle reti in nazionale ― Svizzera | Cronologia completa delle presenze e delle reti in nazionale ― Svizzera |
| Data                                                                    | Città                                                                   | In casa                                                                 | Risultato                                                               | Ospiti                                                                  | Competizione                                                            | Reti                                                                    | Note                                                                    |
| ----------------------------------------------------------------------- | ----------------------------------------------------------------------- | ----------------------------------------------------------------------- | ----------------------------------------------------------------------- | ----------------------------------------------------------------------- | ----------------------------------------------------------------------- | ----------------------------------------------------------------------- | ----------------------------------------------------------------------- |
| 28-2-2001                                                               | Larnaca                                                                 | Polonia                                                                 | 4 – 0                                                                   | Svizzera                                                                | Amichevole                                                              | -                                                                       | 54’                                                                     |
| Totale                                                                  |                                                                         | Presenze                                                                | 1                                                                       |                                                                         | Reti                                                                    | 0                                                                       |                                                                         |

### Allenatore
Statistiche aggiornate al 24 maggio 2025. In grassetto le competizioni vinte.
| Stagione            | Squadra             | Campionato          | Campionato | Campionato | Campionato | Campionato | Coppe nazionali | Coppe nazionali | Coppe nazionali | Coppe nazionali | Coppe nazionali | Coppe continentali | Coppe continentali | Coppe continentali | Coppe continentali | Coppe continentali | Altre coppe | Altre coppe | Altre coppe | Altre coppe | Altre coppe | Totale | Totale | Totale | Totale | % Vittorie | Piazzamento |
| Stagione            | Squadra             | Comp                | G          | V          | N          | P          | Comp            | G               | V               | N               | P               | Comp               | G                  | V                  | N                  | P                  | Comp        | G           | V           | N           | P           | G      | V      | N      | P      | %          | Piazzamento |
| ------------------- | ------------------- | ------------------- | ---------- | ---------- | ---------- | ---------- | --------------- | --------------- | --------------- | --------------- | --------------- | ------------------ | ------------------ | ------------------ | ------------------ | ------------------ | ----------- | ----------- | ----------- | ----------- | ----------- | ------ | ------ | ------ | ------ | ---------- | ----------- |
| mar. 2011           | San Gallo           | SL                  | 1          | 0          | 0          | 1          | CS              | -               | -               | -               | -               | -                  | -                  | -                  | -                  | -                  | -           | -           | -           | -           | -           | 1      | 0      | 0      | 1      | &0,00      | Interim     |
| 2011-2012           | Lucerna             | SL                  | 34         | 14         | 12         | 8          | CS              | 6               | 5               | 1               | 0               |                    |                    |                    |                    |                    |             |             |             |             |             | 40     | 19     | 13     | 8      | 47,50      | 2º          |
| nov. 2012-2013      | Vaduz               | CL                  | 21         | 4          | 5          | 12         | LC              | 2               | 1               | 1               | 0               | -                  | -                  | -                  | -                  | -                  | -           | -           | -           | -           | -           | 23     | 5      | 6      | 12     | 21,74      | Sub. 9°     |
| 2013-2014           | Vaduz               | CL                  | 36         | 21         | 10         | 5          | LC              | 3               | 3               | 0               | 0               | UEL                | 2                  | 0                  | 2                  | 0                  | -           | -           | -           | -           | -           | 41     | 24     | 12     | 5      | 58,54      | 1° (prom.)  |
| 2014-2015           | Vaduz               | SL                  | 36         | 7          | 10         | 19         | LC              | 3               | 3               | 0               | 0               | UEL                | 4                  | 2                  | 1                  | 1                  | -           | -           | -           | -           | -           | 43     | 12     | 11     | 20     | 27,91      | 9°          |
| 2015-2016           | Vaduz               | SL                  | 36         | 7          | 15         | 14         | LC              | 3               | 3               | 0               | 0               | UEL                | 6                  | 4                  | 2                  | 0                  | -           | -           | -           | -           | -           | 45     | 14     | 17     | 14     | 31,11      | 8°          |
| 2016-mar. 2017      | Vaduz               | SL                  | 23         | 4          | 7          | 12         | LC              | 1               | 1               | 0               | 0               | UEL                | 4                  | 2                  | 1                  | 1                  | -           | -           | -           | -           | -           | 45     | 14     | 17     | 14     | 31,11      | Eson.       |
| Totale Vaduz        | Totale Vaduz        | Totale Vaduz        | 152        | 43         | 47         | 62         |                 | 12              | 11              | 1               | 0               |                    | 16                 | 8                  | 6                  | 2                  |             | -           | -           | -           | -           | 180    | 62     | 54     | 64     | 34,44      |             |
| mag.-giu. 2017      | San Gallo           | SL                  | 6          | 3          | 1          | 2          | CS              | -               | -               | -               | -               | -                  | -                  | -                  | -                  | -                  | -           | -           | -           | -           | -           | 6      | 3      | 1      | 2      | 50,00      | Sub. 7°     |
| 2017-apr. 2018      | San Gallo           | SL                  | 31         | 14         | 3          | 14         | CS              | 4               | 2               | 1               | 1               | -                  | -                  | -                  | -                  | -                  | -           | -           | -           | -           | -           | 35     | 16     | 4      | 15     | 45,71      | Eson.       |
| Totale San Gallo    | Totale San Gallo    | Totale San Gallo    | 38         | 17         | 5          | 16         |                 | 4               | 2               | 1               | 1               |                    | -                  | -                  | -                  | -                  |             | -           | -           | -           | -           | 42     | 19     | 6      | 17     | 45,24      |             |
| 2018-2019           | Losanna             | CL                  | 36         | 16         | 15         | 5          | CS              | 2               | 1               | 0               | 1               | -                  | -                  | -                  | -                  | -                  | -           | -           | -           | -           | -           | 38     | 17     | 15     | 6      | 44,74      | 3°          |
| 2019-2020           | Losanna             | CL                  | 36         | 22         | 7          | 7          | CS              | 4               | 3               | 0               | 1               | -                  | -                  | -                  | -                  | -                  | -           | -           | -           | -           | -           | 40     | 25     | 7      | 8      | 62,50      | 1° (prom.)  |
| 2020-2021           | Losanna             | SL                  | 36         | 12         | 10         | 14         | CS              | 2               | 1               | 0               | 1               | -                  | -                  | -                  | -                  | -                  | -           | -           | -           | -           | -           | 38     | 13     | 10     | 15     | 34,21      | 6°          |
| Totale Losanna      | Totale Losanna      | Totale Losanna      | 108        | 50         | 32         | 26         |                 | 8               | 5               | 0               | 3               |                    | -                  | -                  | -                  | -                  |             | -           | -           | -           | -           | 116    | 55     | 32     | 29     | 47,41      |             |
| 2021-2022           | Grasshoppers        | SL                  | 36         | 9          | 13         | 14         | CS              | 2               | 1               | 0               | 1               | -                  | -                  | -                  | -                  | -                  | -           | -           | -           | -           | -           | 38     | 10     | 13     | 15     | 26,32      | 8°          |
| 2022-2023           | Grasshoppers        | SL                  | 36         | 12         | 8          | 16         | CS              | 3               | 2               | 0               | 1               | -                  | -                  | -                  | -                  | -                  | -           | -           | -           | -           | -           | 39     | 14     | 8      | 17     | 35,90      | 7°          |
| Totale Grasshoppers | Totale Grasshoppers | Totale Grasshoppers | 72         | 21         | 21         | 30         |                 | 5               | 3               | 0               | 2               |                    | -                  | -                  | -                  | -                  |             | -           | -           | -           | -           | 77     | 24     | 21     | 32     | 31,17      |             |
| dic. 2024-2025      | Young Boys          | SL                  | 20         | 11         | 5          | 4          | CS              | 2               | 1               | 0               | 1               | UCL                | 2                  | 0                  | 0                  | 2                  | -           | -           | -           | -           | -           | 24     | 12     | 5      | 7      | 50,00      | Sub., 3°    |
| Totale Carriera     | Totale Carriera     | Totale Carriera     | 425        | 156        | 122        | 147        |                 | 37              | 27              | 3               | 7               |                    | 18                 | 8                  | 6                  | 4                  |             | -           | -           | -           | -           | 480    | 191    | 131    | 158    | 39,79      |             |

## Palmarès

### Giocatore
- Campionato svizzero: 1

San Gallo: 1999-2000

### Allenatore
- Coppa del Liechtenstein: 4

Vaduz: 2012-2013, 2013-2014, 2014-2015, 2015-2016
- Challenge League: 2

Vaduz: 2013-2014
Losanna: 2019-2020